# Reinhold Becker (Komponist)
Reinhold Becker (* 11. August 1842 in Adorf/Vogtl.; † 4. Dezember 1924 in Dresden) war ein deutscher Komponist, Violinist und Chorleiter, der vor allem in Dresden wirkte.

## Leben
Becker wurde als fünftes von acht Kindern im vogtländischen Adorf geboren. Nach dem frühen Tod seines Vaters kam der Sechsjährige zu seinem Onkel nach Dresden und erhielt seine musikalische Ausbildung u. a. bei Julius Otto. Im Alter von neun Jahren gab er sein erstes öffentliches Konzert.
1860 lernte er in Dresden den Violinenvirtuosen Louis Eller kennen, dem er ins französische Pau folgte, um in dessen Streichquartett mitzuwirken. Aufgrund des Deutsch-Französischen Kriegs kehrte er nach Dresden zurück und wirkte als Komponist und Musiklehrer. 1884 wurde er Leiter der Dresdner Liedertafel. Der berühmte Männerchor wurde bis 1849 von Richard Wagner geleitet. 1898 wurde Becker anlässlich der Jubiläumsfeierlichkeiten des Hauses Wettin zum Professor ernannt. Er dirigierte bei der Feier auf dem Dresdner Schlossplatz die Aufführung einer von ihm zu diesem Anlass komponierten Hymne. Nachdem Becker ab 1906 erblindete, notierte seine Ehefrau Olga, geb. Haebler, seine Kompositionen.
Zu Beckers großen Freundeskreis gehörten u. a. die zeitgleich in Dresden lebende Mathilde Wesendonck und der damalige Dramaturg des Dresdner Hoftheaters Franz Koppel-Ellfeld.
Becker wurde auf dem Dresdner Urnenhain in Tolkewitz beigesetzt.

## Werk

### Bühnenwerke
- Frauenlob (Oper) in drei Akten. Libretto: Franz Koppel-Ellfeld. Uraufführung am 8. Dezember 1892* unter der Leitung von Ernst von Schuch an der Dresdner Hofoper
- Ratbold (Oper) in einem Akt. Libretto: Felix Dahn. Uraufführung am 5. März 1898 mit Irene von Chavanne und Karl Scheidemantel in den Titelpartien unter der Leitung von Ernst von Schuch an Dresdner Hofoper

### Sonstige Werke
Rund 200 Lieder, 60 Kompositionen und Bearbeitungen für Männerchöre, Klavierwerke, eine sinfonische Dichtung sowie zwei Violinkonzerte.
Der Nachlass Beckers wird unter der Signatur Mus.7619-... in der Sächsischen Landes- und Hochschulbibliothek aufbewahrt und umfasst 6 Musikautographe und 2 Abschriften. 48 weitere Katalognummern (280 Hefte, Bände und Kapseln) gelten als Kriegsverlust.
Auch die gedruckt vorliegenden Kompositionen sind nach Beckers Tod so gut wie nicht mehr öffentlich aufgeführt worden.